# Séveraisse
Séveraisse – niewielka rzeka w grupie górskiej Écrins we francuskich Alpach Delfinackich, prawostronny dopływ Drac.
Na całym swoim biegu płynie doliną, stanowiącą niewielki region historyczno-geograficzny, zwany Valgaudemar. Powstaje na wysokości ok. 1420 m n.p.m. z połączenia potoków: torrent du Gioberney spływającego spod Les Bans i Mont Gioberney oraz torrent de Chabourneou spływającego spod Pic de Bonvoisin. Płynie wąską doliną początkowo w kierunku zachodnim, a od osady Villar-Loubière w kierunku południowo-zachodnim, po czym poniżej Saint-Firmin, na wysokości ok. 820 m n.p.m. uchodzi do Drac.
W przeszłości wody Séveraisse poruszały koła wodne, napędzające liczne tartaki, młyny, olejarnie, a także urządzenia istniejących w dolinie niewielkich kopalń rud miedzi, ołowiu, srebra itd. Obecnie napędzają turbiny trzech niewielkich, położonych w jej dolnym biegu, elektrowni wodnych.